# Newel (Pskow)
Newel (russisch Невель) ist eine Stadt mit 16.324 Einwohnern (Stand 14. Oktober 2010) in der Oblast Pskow im Nordwesten Russlands. Sie ist das Zentrum des Rajons Newel und liegt am Ufer des gleichnamigen Sees, 242 km südöstlich der Gebietshauptstadt Pskow. Die nächstgelegene Stadt ist Nowosokolniki etwa 40 km nördlich.

## Geschichte
Eine erste urkundlich nachweisbare Erwähnung von Newel ist auf das Jahr 1503 zurückzuführen. Damals war der Ort eine Festung des Russischen Zarentums und besaß ein Schloss. Der Ursprung des Stadtnamens wird in den ostseefinnischen Sprachen vermutet und könnte so viel wie „Sumpf“ bedeutet haben.
Vom 16. bis zum 18. Jahrhundert war Newel als Grenzstadt mehrmals umkämpft und gehörte zeitweise zu Polen-Litauen, so unter anderem fast 100 Jahre lang von 1678 bis 1772, als der Ort mit der Ersten Teilung Polens endgültig zum Russischen Reich kam. Kurz darauf erhielt Newel den Stadtstatus und wurde dem Gouvernement Pskow zugeteilt. 1778 billigte Zarin Katharina die Große einen Bebauungsplan für Newel. Drei Jahre später wurde das Stadtwappen zum offiziellen Symbol Newels.
Im Krieg gegen Napoleon 1812 diente Newel wieder als Festungsstadt mit mehreren Lazaretten. Im Laufe des 19. Jahrhunderts entstanden in der Stadt mehrere Industriebetriebe, außerdem war Newel für regelmäßige landwirtschaftliche Jahrmärkte bekannt. Es wurde ein wichtiger Eisenbahnknotenpunkt.
In Newel lebten in den 1920er Jahren 6000 Juden, sie machten die Hälfte der Bevölkerung aus und hatten eine jiddische staatliche Schule.
Im Zweiten Weltkrieg wurde Newel am 15. Juli 1941, weniger als einen Monat nach Beginn des deutschen Russlandfeldzuges von Truppen der Heeresgruppe Mitte der Wehrmacht besetzt. Im August wurde auf dem Territorium des Parks Golubaja datscha („Blaue Datscha“) in Stadtnähe ein Ghetto für die Juden des Ortes eingerichtet. Am 6. September 1941 ermordete dort die SS unter Beteiligung einheimischer Polizeikräfte etwa 800 Juden, überwiegend Frauen und Kinder. Insgesamt starben während der Besatzungszeit etwa 2000 Juden aus dem Rajon Newel.
Durch die Operation Affenkäfig kam es im Zeitraum vom 11. bis zum 14. November 1942 zur Zerstörung von 61 Dörfern in der Region von Newel. Die 12. Panzerdivision unter dem Kommando von Walter Wessel hatte den Auftrag zur Partisanenbekämpfung erhalten.
Im Oktober 1943 wurde Newel durch die Rote Armee zurückerobert. Durch die Kämpfe insbesondere bei der Rückeroberung war die Stadt zu großen Teilen zerstört. Im Zuge der intensiven Industrialisierung in der Nachkriegszeit wurden die Schäden weitgehend beseitigt.

### Bevölkerungsentwicklung
| Jahr | Einwohner |
| ---- | --------- |
| 1897 | 9.349     |
| 1926 | 12.923    |
| 1939 | 15.569    |
| 1959 | 14.634    |
| 1970 | 17.804    |
| 1979 | 20.579    |
| 1989 | 22.472    |
| 2002 | 18.545    |
| 2010 | 16.324    |

Anmerkung: Volkszählungsdaten

## Wappen
Beschreibung: In Grün ein schwarzer Reiter mit fliegendem silbernen Helmschmuck auf rotgezügelten schwarzen Pferd über einem aufgebogenen goldenen Schildfuß einen roten Schild mit weißen Doppelkreuz mit der linken Hand haltend und in der anderen Hand ein silbernes Schwert schwingend.

## Wirtschaft und Verkehr
Im heutigen Newel gibt es rund 15 Industriebetriebe, unter anderem Schuh- und Textilindustrie. Mit zwei Bahnhöfen, die zwei Eisenbahnlinien bedienen – nämlich die von Sankt Petersburg nach Wizebsk und die von Welikije Luki nach Polazk – ist die Stadt ein wichtiger Schienenverkehrsknotenpunkt. Die nächste Fernstraße ist die R23, die nahe der Stadt verläuft und über die auch Anschluss zur M9 besteht.

## Söhne und Töchter der Stadt
- Marija Judina (1899–1970), russische Pianistin und Klavierpädagogin
- Dov Schwartzman (1921–2011), ultraorthodoxer Rabbiner
- Grigori Woitinski (1893–1953), sowjetischer Politiker und Sinologe